# Université du Cap
Ne doit pas être confondu avec Université du Cap-Occidental.
L'université du Cap (en anglais, University of Cape Town, UCT) est une université publique sud-africaine, située au Cap dans la province du Cap-Occidental. Elle est la plus ancienne université de ce pays, fondée en 1829 sous le nom de South African College.

## Situation

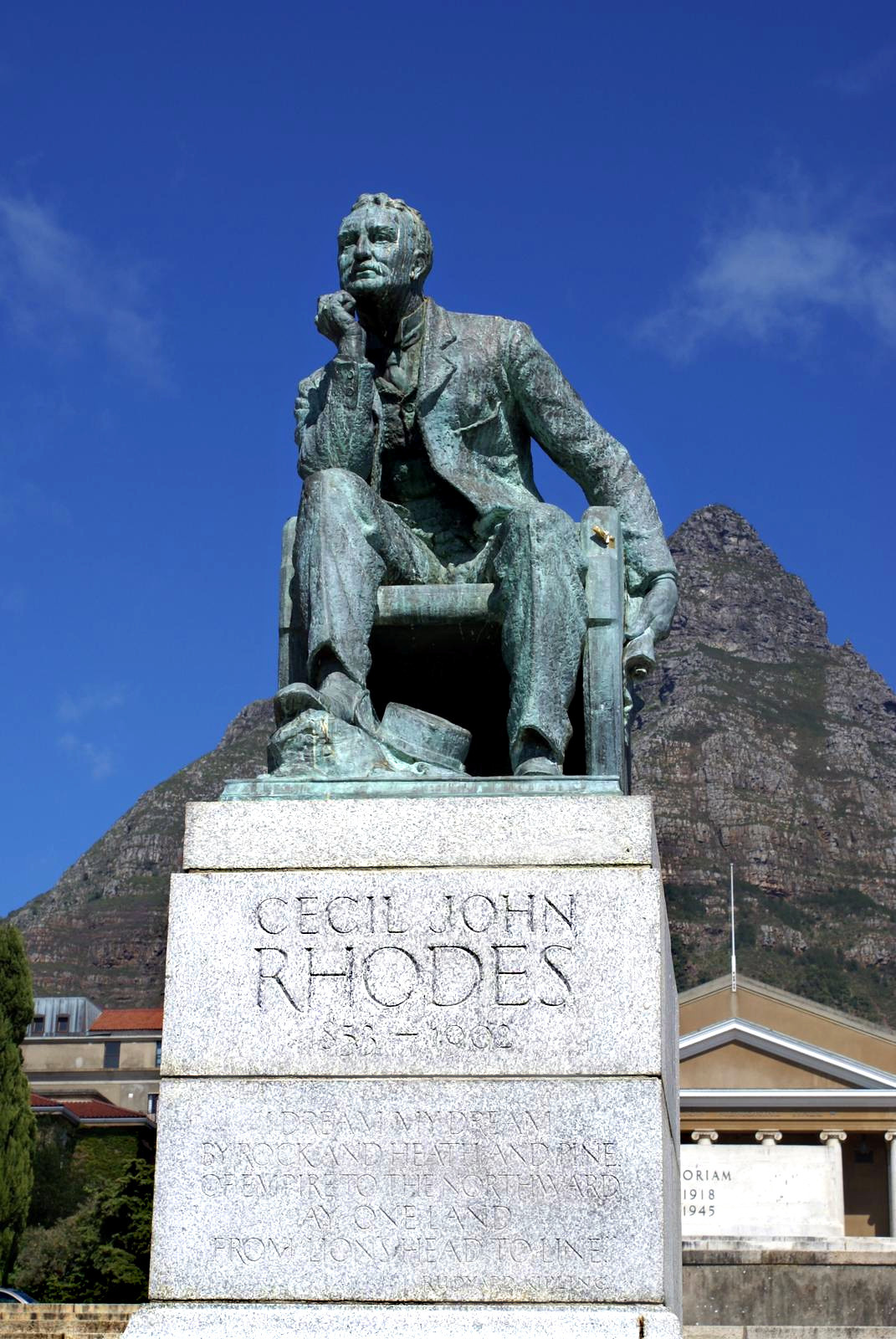
La statue de Cecil Rhodes (1934) - œuvre de Marion Walgate - a été érigée à l'entrée du campus en signe de gratitude pour le terrain généreusement donné par le magnat des mines pour y construire l’université. En 2015, dans le cadre du mouvement Rhodes Must Fall, une partie des étudiants et du personnel en fait un symbole politique pour dénoncer la composition du corps enseignant de l'université où la majorité des postes de direction sont occupés par des Sud-Africains blancs.

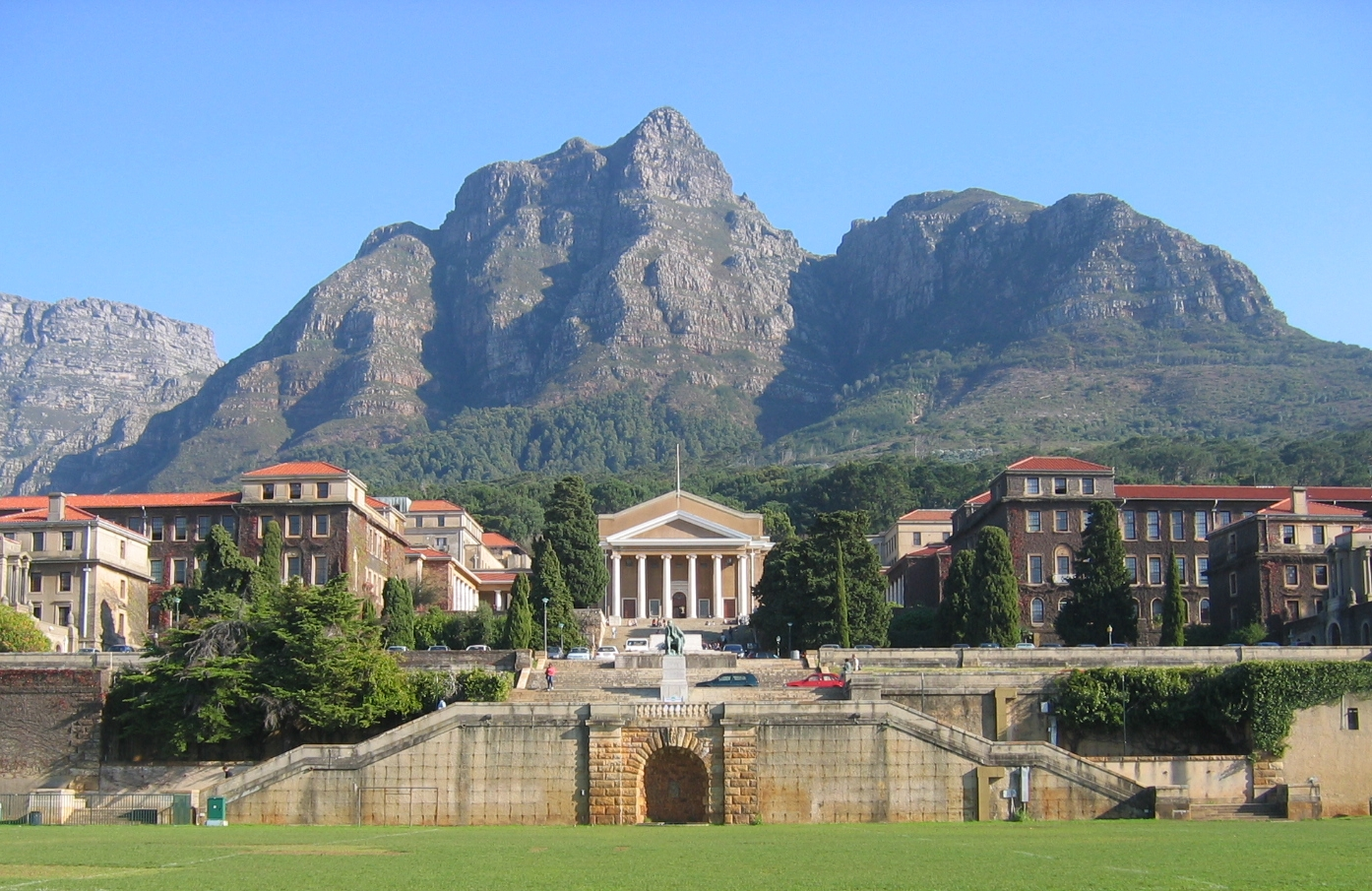
Campus principal de l'université du Cap (Upper Campus).

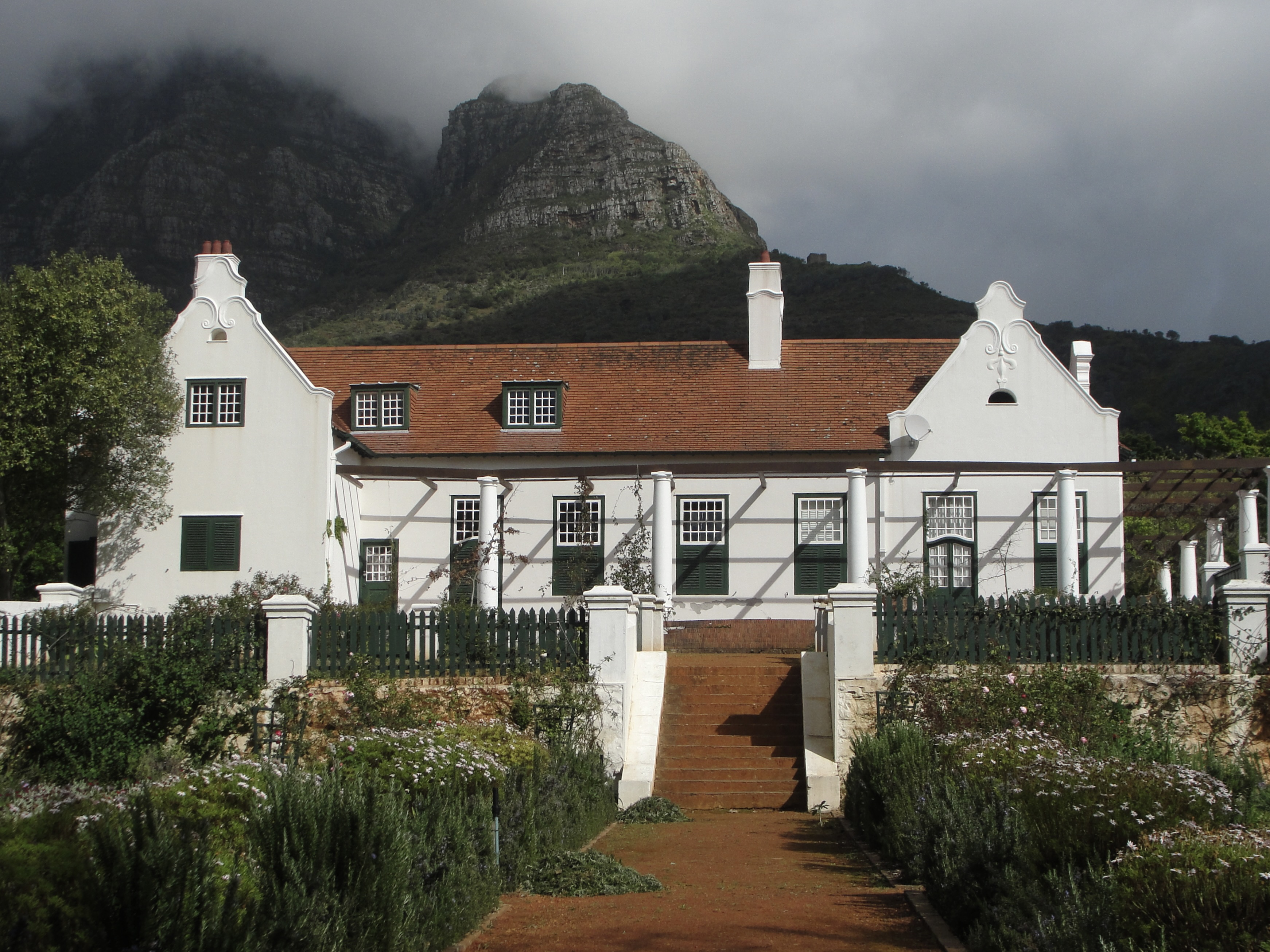
Le manoir de Welgelegen est l'un des bâtiments historiques appartenant à l'université.

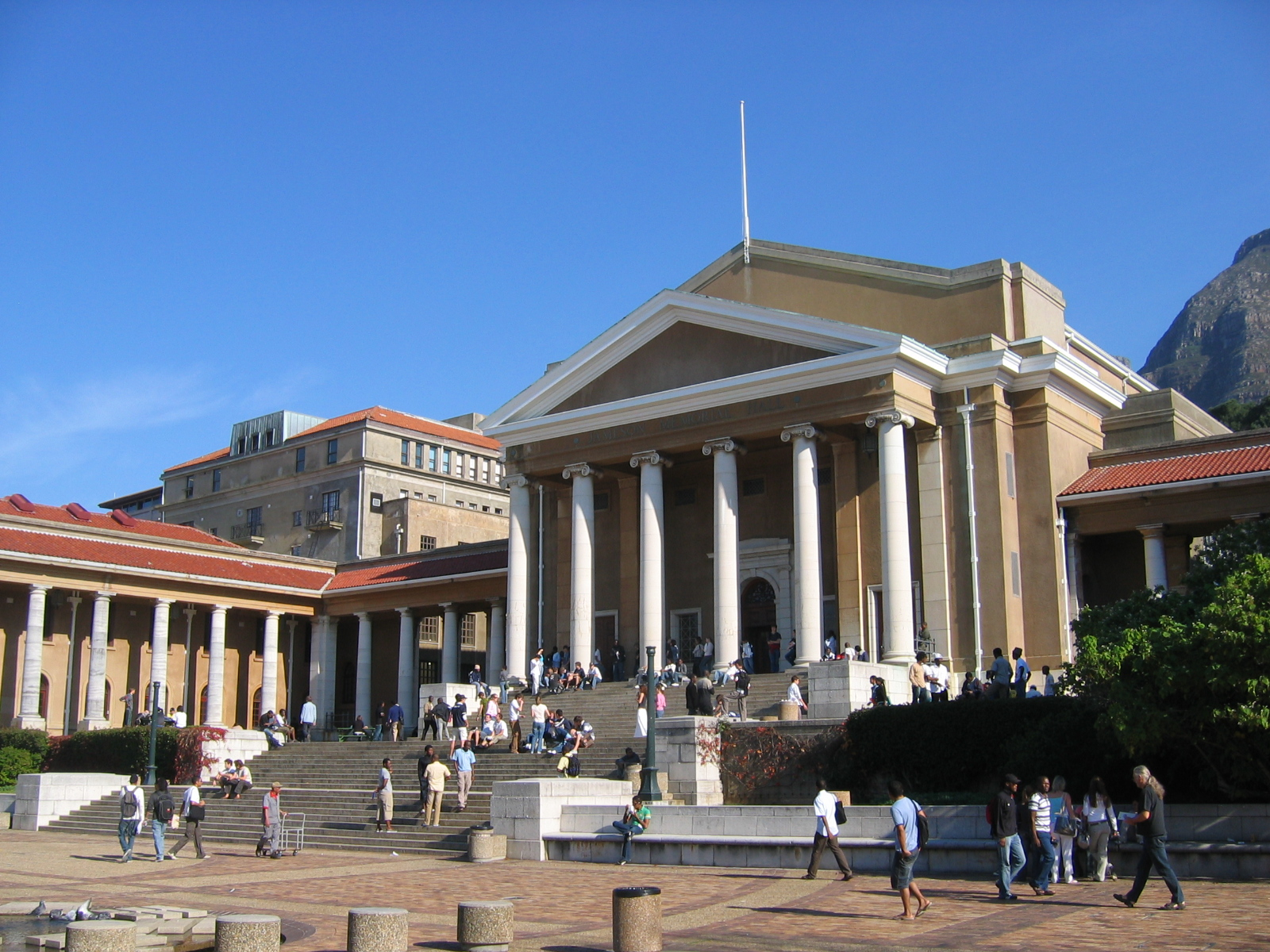
Jameson Hall et Jammie Plaza sur l’Upper Campus.

Les bâtiments de l'université du Cap sont situés dans le quartier de Rhodes sur les flancs de Devil's Peak dans la banlieue périphérique de la ville du Cap.
Le campus principal, ou Upper Campus, comprend les principales facultés de l'université comme la faculté des sciences et du commerce ainsi que les bâtiments Smuts et Fuller.
L'Upper campus est centré autour de Jameson Hall où ont lieu chaque année les cérémonies officielles comme les remises de diplômes ou les examens académiques. Les bâtiments actuels de l'université sur l'Upper Campus ont été dessinés par l'architecte J.M. Solomon et construits entre 1928 et 1930.
Deux autres campus, Middle et Lower Campus, se répartissent dans les quartiers périphériques du Cap à Rondebosch, Rosebank et Mowbray où on trouve les facultés de droit, de musique et la plupart des résidences universitaires et administratives.
L’Upper, le Middle et le Lower Campus sont souvent référés sous l'appellation « campus principal » ou Rondebosch Campus.
La faculté de médecine est située sur le campus de l’hôpital de Groote Schuur.
La faculté d’arts dramatiques est située sur le campus de Hiddingh dans le centre-ville du Cap et la faculté des affaires sur le campus de Breakwater sur le Victoria & Alfred Waterfront.
Située de 1962 à 2015 en aval du campus principal de l'université - en droite ligne avec Jameson Hall -, la statue de Cecil Rhodes, sculptée par Marion Walgate (inaugurée en 1934), rend hommage à l'ancien magnat et impérialiste britannique, qui avait fait don d'une partie des terrains de son domaine de Groote Schuur pour y construire un grand établissement d'enseignement supérieur universitaire pouvant rivaliser avec ceux d'Europe. Celle-ci a été déboulonnée en 2015, lors du mouvement de contestation Rhodes Must Fall.

## Histoire
La fondation de l'université remonte à 1829 quand le collège sud-africain fut créé. Il était alors réservé à l'éducation des enfants de sexe masculin.
En 1874, le collège est réorganisé. L’éducation de troisième cycle est réservée à une université alors que les deux premiers cycles sont désormais enseignés dans des collèges. En 1886, Maria Emmeline Buchanan Barnard Fuller (1869-1957) est l'une des quatre premières femmes à pouvoir s'inscrire au collège sud-africain. Plus tard, elle sera à l'initiative de la première résidence universitaire pour étudiantes (actuel Fuller Hall) et la première femme membre du conseil d'administration de l'université où elle supervisera notamment le développement du campus de Groote Schuur.
Après l'unification des colonies sud-africaines en 1910, le nouveau gouvernement de l'Union, envisage sérieusement la mise en œuvre d'un grand établissement d'enseignement supérieur répondant à la vision souhaitée par Cecil Rhodes dans son testament. Deux des anciens associés de Rhodes, Otto Beit et Sir Julius Wernher et la donation Alfred Beit financèrent la construction de cette nouvelle université en 1918. Les travaux durèrent une décennie avant que l'université du Cap ne puisse inaugurer le campus de Groote Schuur, sur la partie du domaine léguée par Rhodes[réf. nécessaire].
Université d'enseignement uniquement anglophone durant la période d’apartheid, elle est un bastion des progressistes blancs anglophones, partisans de l'intégration raciale et opposés à la politique du parti national.
Le 18 avril 2021, le campus et la bibliothèque de l'université du Cap sont touchés par un incendie important qui s'est déclaré sur les pentes de la montagne de la Table.

### Tensions sociales
Depuis 2015, l'université du Cap est en proie à de fortes tensions sociales entre une partie de la jeunesse étudiante, notamment panafricaniste, et la direction de l'université, majoritairement blanche, illustrant la rancœur et la persistance des tensions raciales en Afrique du Sud. Parmi les sujets de mécontentements invoqués par une partie des étudiants figurent la lenteur des changements raciaux au sein de la direction et du cadre enseignant (trop de blancs, pas assez de noirs et de coloureds), la persistance supposée d'un racisme institutionnel via notamment le montant des frais d'inscriptions ou encore les conditions de logement des étudiants non blancs.

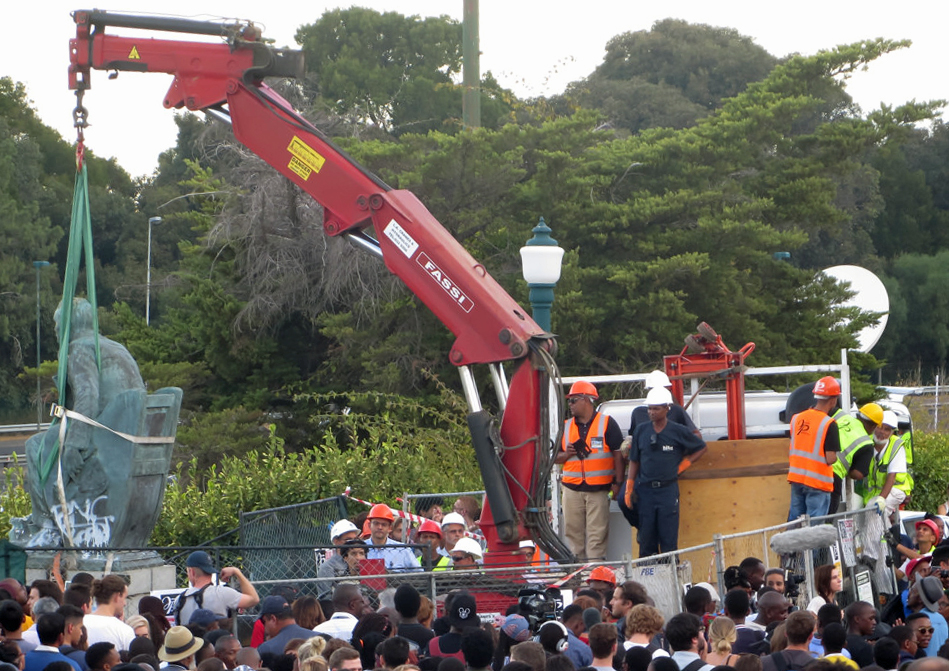
Déboulonnage de la statue de Rhodes en avril 2015.

La statue de Cecil Rhodes a fait symboliquement les frais de cette contestation étudiante en étant plusieurs fois furieusement molestées. En avril 2015, sous la pression d'un mouvement étudiant né un mois plus tôt et intitulé Rhodes Must Fall (RMF), le conseil de l'université l'a fait déplacer de son site initial pour la protéger, en attendant de décider d'un nouvel emplacement.
Depuis cet épisode, les tensions sociales et ethno-linguistiques se sont néanmoins aggravées au sein de l'ensemble des établissements universitaires du pays mais, plus particulièrement, au sein de celle du Cap (manifestations contre les frais d'inscriptions, contre l'encadrement enseignant, contre les thématiques enseignées estimées trop occidentaliste ou contre la pénurie de logements étudiants; occupation de locaux et attroupements obstruant la circulation sur la voie publique). En février 2016, ces tensions sont marquées par une montée en gamme des incivilités (vandalisme ciblé, destruction d’œuvres d'art, vols, menaces et agressions, incendie du bureau du vice-chancelier, autodafés), le tout sur fond de ressentiments raciaux,,, plus particulièrement de slogans haineux et d'actes anti-blancs au sein même de l'université,,. À la suite de la destruction de biens publics appartenant à l'université (notamment un car scolaire, une navette, des photographies, des peintures à caractère historique et des portraits officiels du monde académique), l'université a déposé plainte au pénal et demandé la suspension de RMF, à l'origine des incidents graves intervenus au sein ou aux abords de l'université.

## Organisation
L’organisation actuelle de l’université est régie par le statut universitaire de 2002.
Le président d’université est le chancelier. Il remet les diplômes et est aussi le représentant international de l’université. De 1999 à 2019, le chancelier est Graça Machel, épouse de l’ancien président mozambicain Samora Machel jusqu'à la mort de celui-ci, puis épouse en secondes noces de Nelson Mandela. Lui succède une autre femme, Precious Moloi-Motsepe (en).
Le directeur exécutif de l'université est le vice-chancelier, responsable de l’administration de l’université.
Depuis 2008, ce poste est tenu par le professeur Max Price. Il est assisté par trois vice-chanceliers adjoints, Sandra Klopper, Francis Petersen et Danie Visser, chacun chargé d’un domaine particulier.

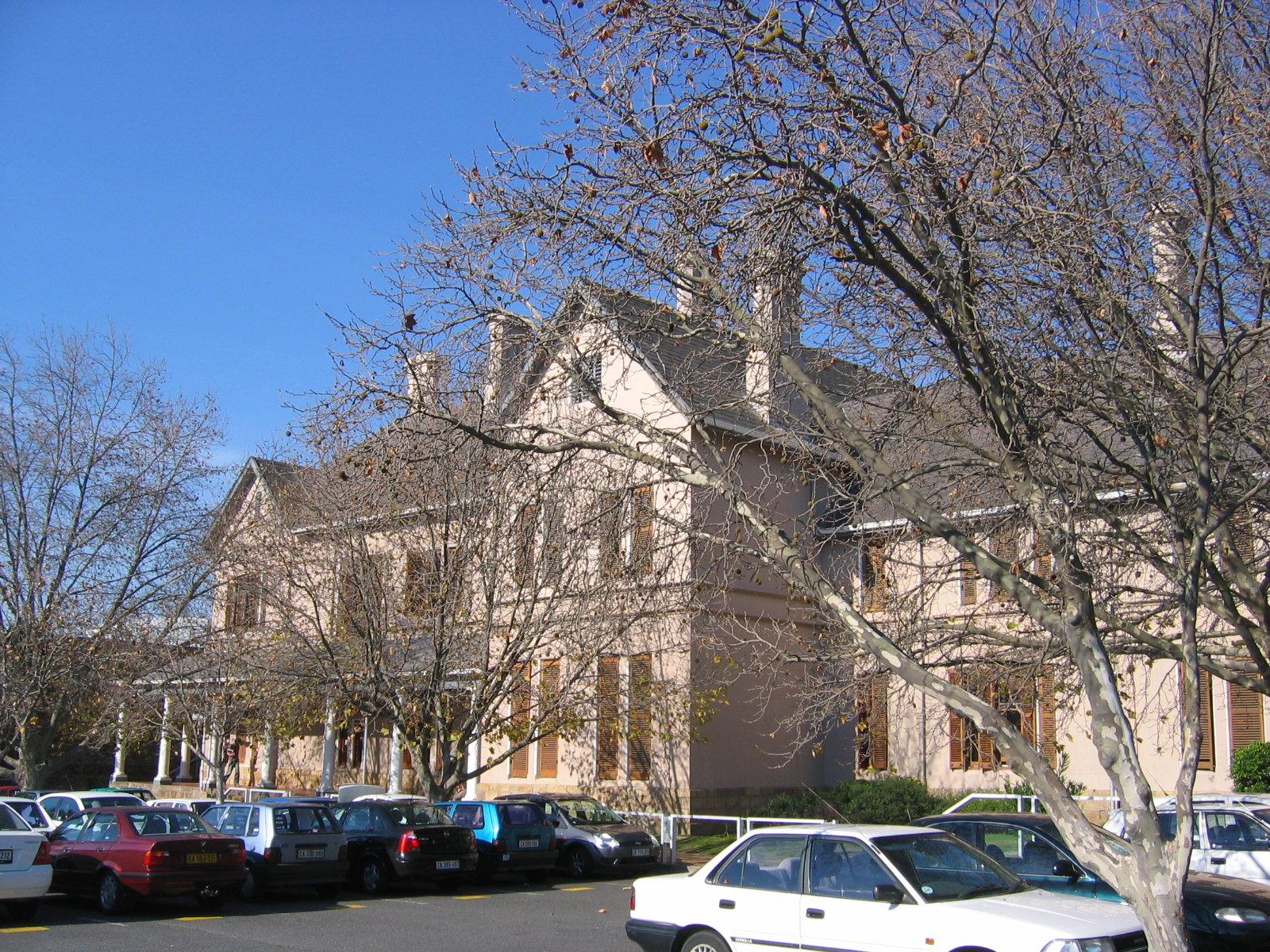
Collège de musique de l'université du Cap.

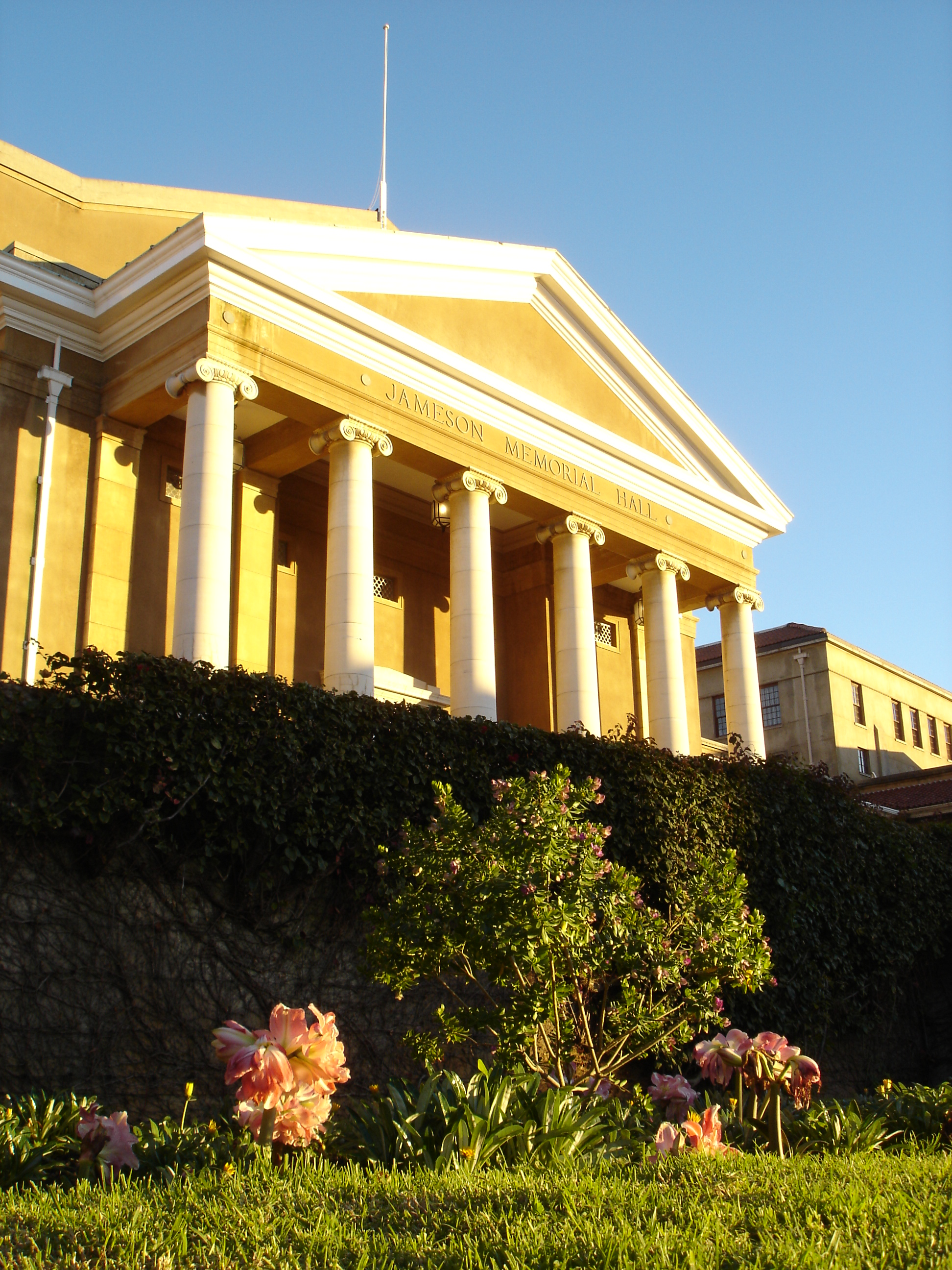
Jameson Hall.

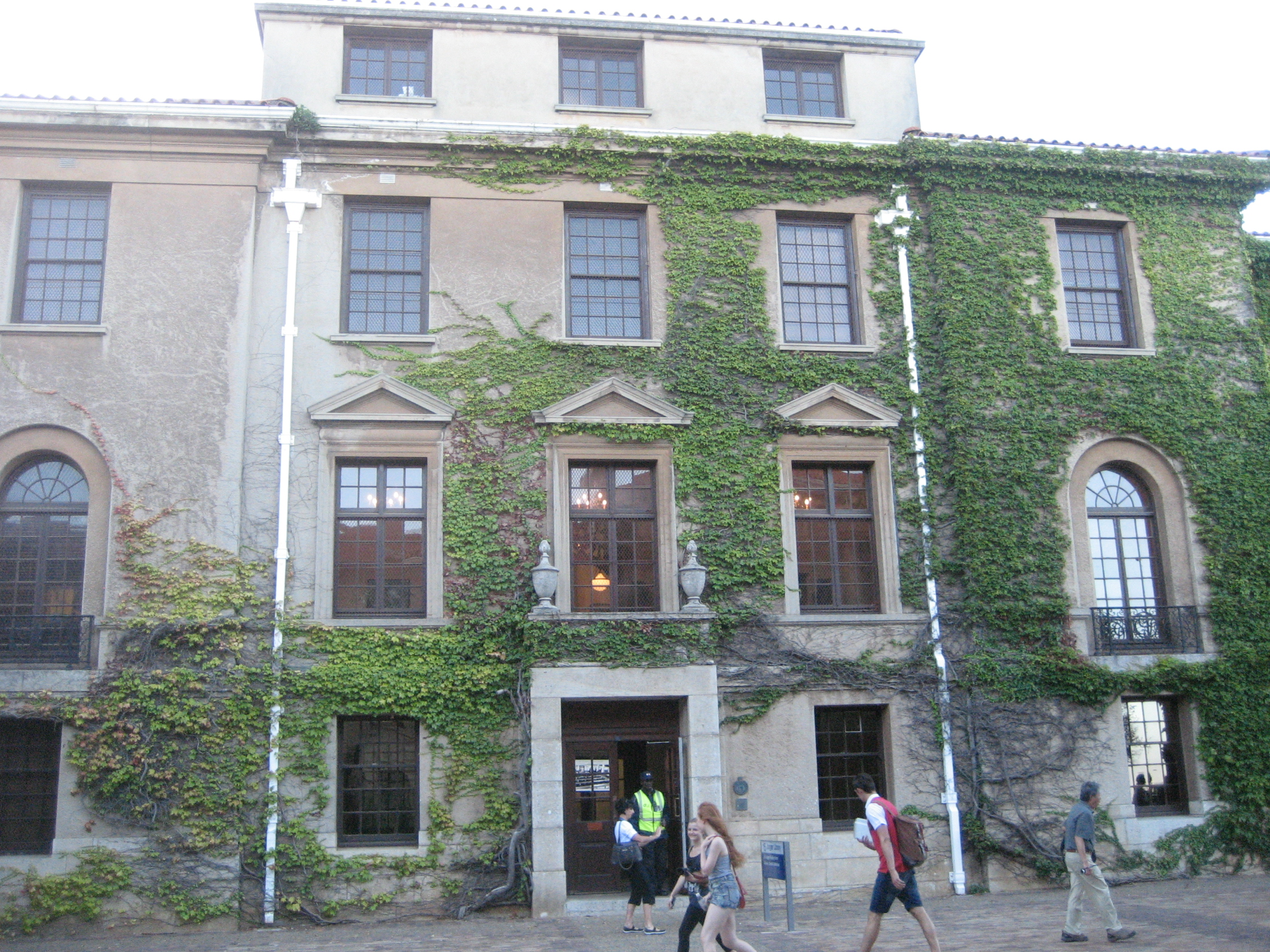
La salle de lecture Jagger, qui a été ravagée par l'incendie d'avril 2021.

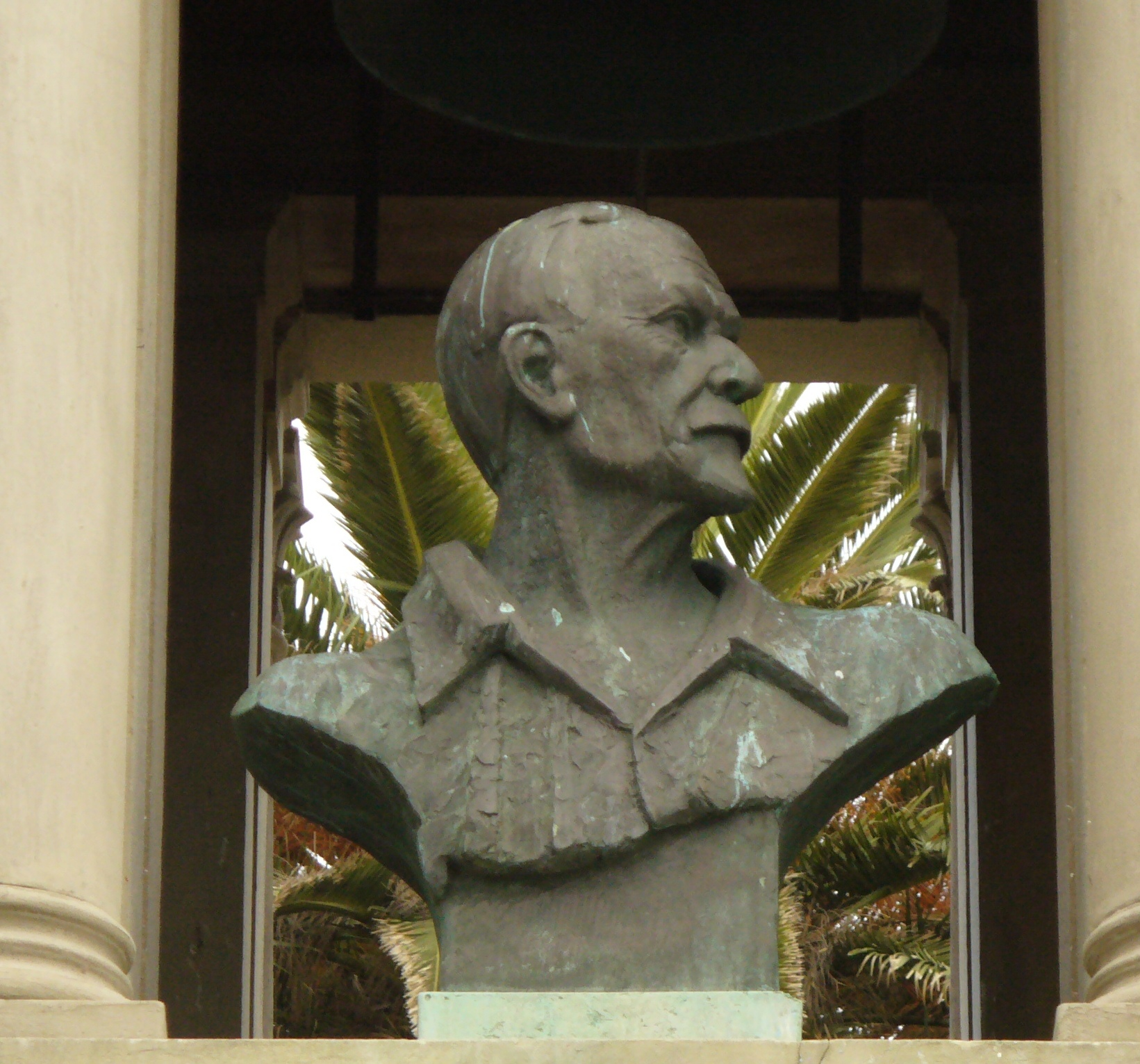
Buste de Jan Smuts à l'université du Cap.

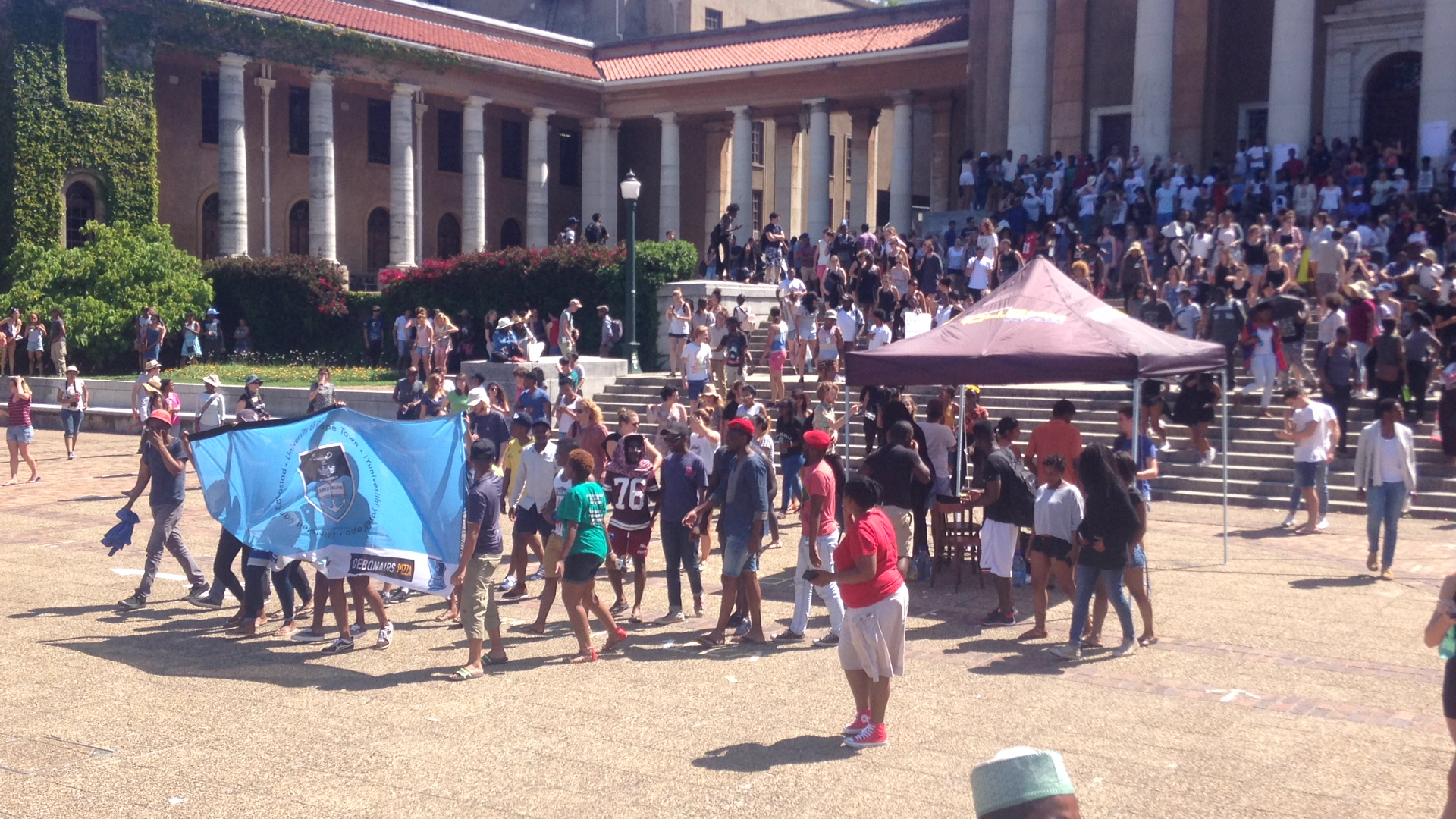
Manifestants en 2015 contre les frais d'inscriptions à l'université et pour la gratuité de l'enseignement supérieur.

L'université du Cap est divisée en 8 facultés, chacune sous la responsabilité d'un doyen :
- École de commerce et de gestion sous la responsabilité du doyen Ingrid Woolard
- École de Management sous la responsabilité du doyen Walter Baets
- Faculté de l'Ingénierie et de l’écologie sous la responsabilité du doyen Alison Lewis
- Faculté des sciences naturelles sous la responsabilité du doyen Anton le Roex
- Faculté des sciences humaines sous la responsabilité du doyen Sakhela Buhlungu
- Faculté de droit sous la responsabilité du doyen Penelope Andrews
- Faculté de médecine sous la responsabilité du doyen Gregory Hussey (Bongani Mayosi à partir de septembre 2016)
- Le centre de l'enseignement supérieur sous la responsabilité du doyen Suellen Shay.

## Démographie estudiantine
En 2014, l'université compte 26 357 étudiants dont 30,70 % de sud-africains blancs, 23,45 % de sud-africains noirs, 13,66 % de sud-africains coloureds, 6,87 % de sud-africains hindo-asiatiques et 17,73 % d'étudiants étrangers (tout groupe de population confondu pour une centaine de pays).

## Sports
L'université offre 36 clubs de sports. L'équipe de rugby à XV universitaire est les Ikey Tigers. Son adversaire traditionnel est l'équipe de rugby de l'université de Stellenbosch.

## Fonds patrimonial
Le fonds patrimonial de la bibliothèque de l'Université du Cap était une des plus grandes bibliothèques du continent africain (1,3 million de documents) avant l'incendie du 18 avril 2021 .

## Personnalités liées à l’université du Cap
- Neil Aggett, syndicaliste.
- Gabeba Baderoon poète.
- Christiaan Barnard, chirurgien auteur de la première transplantation cardiaque.
- Peter Beighton, médecin généticien et historien de la médecine.
- Ruth Berman, linguiste.
- Breyten Breytenbach, écrivain.
- André Brink, professeur d'anglais et de littérature.
- Breyten Breytenbach.
- J. M. Coetzee, prix Nobel de littérature en 2003.
- Allan MacLeod Cormack, prix Nobel de médecine en 1979.
- Cromwell Everson, auteur-compositeur du premier opéra en afrikaans.
- Athol Fugard.
- Gabrielle Goliath, artiste
- Jan Hendrik Hofmeyr, homme politique.
- Aaron Klug, prix Nobel de chimie en 1982.
- Nick Mallett, entraîneur des Springboks.
- Lindiwe Mazibuko, chef de l’opposition parlementaire à la Chambre basse sud-africaine.
- Lerato Mbele, journaliste et animatrice sud-africaine travaillant pour la BBC.
- Ike Moriz, chanteur, auteur-compositeur, musicien et acteur germano sud-africain.
- Hamilton Naki.
- Mosia de Nthabiseng, entrepreneure sud-africaine.
- Kate O'Regan, ancienne étudiante de l'université puis professeure, membre de la Cour constitutionnelle sud-africaine.
- Debora Patta, journaliste et essayiste.
- Koleka Putuma, poète et dramaturge sud-africaine.
- Dullah Omar, avocat et ministre sud-africain.
- Rapelang Rabana, informaticienne et entrepreneure
- Mamphela Ramphele, directrice générale à la Banque mondiale.
- Lindy Rodwell, zoologiste, y a étudié.
- Albie Sachs, militant anti-apartheid puis juge de la cour constitutionnelle.
- Anthony St John, pair britannique, homme politique, homme d'affaires.
- Judith Sephuma, chanteuse.
- Mark Shuttleworth, homme d'affaires et premier cosmonaute sud-africain.
- Deirdré Anne Snijman, botaniste sud-africaine.
- Lady Skollie, artiste féministe et militante.
- Edith Layard Stephens, botaniste sud-africaine.
- Max Theiler, prix Nobel de physiologie et de médecine en 1951 pour un vaccin contre la fièvre jaune.
- Tendaiishe Chitima, actrice zimbabwéenne.
- Andries Treurnicht, fondateur du parti conservateur.
- Augusta Vera Duthie, botaniste sud-africaine.
- Donald Woods, journaliste.
- Nicolaas Petrus van Wyk Louw, poète.
- Helen Zille, ancienne directrice des relations publiques de l'université du Cap et maire du Cap depuis 2006.
- Pumla Dineo Gqola, universitaire et féministe sud-africaine.
- Ralph Mupita, président-directeur général de MTN Group.